# Rogaland
Rogaland este o provincie din Norvegia aparținând regiunii Vestlandet împreună cu provinciile Møre og Romsdal și Vestland.

## Împărțire administrativă
Județul este de obicei împărțit în districte tradiționale. Ele sunt : Haugalandet la nord de Boknafjorden, Ryfylke în munții din est, Jæren la sud-vest și Dalane la sud de tot.
Rogaland are 26 de comune:
1. Bjerkreim
2. Bokn
3. Eigersund
4. Finnøy
5. Forsand
6. Gjesdal
7. Hå
8. Haugesund
9. Hjelmeland
10. Karmøy
11. Klepp
12. Kvitsøy
13. Lund
14. Randaberg
15. Rennesøy
16. Sandnes
17. Sauda
18. Sokndal
19. Sola
20. Stavanger
21. Strand
22. Suldal
23. Time
24. Tysvær
25. Utsira
26. Vindafjord